# Iberischer Schlammtaucher
Der Iberische Schlammtaucher (Pelodytes ibericus) ist ein im Süden der Iberischen Halbinsel verbreiteter, sehr zierlicher Froschlurch aus der nur drei Arten umfassenden Familie der Schlammtaucher (Pelodytidae). Seine Erstbeschreibung stammt aus dem Jahr 2000 und ist damit für eine europäische Wirbeltierart ungewöhnlich jungen Datums. Bis dahin wurde die Art nicht als solche vom Westlichen Schlammtaucher (Pelodytes punctatus) getrennt. Aufgrund ihrer äußeren Ähnlichkeit besteht bis heute offenbar noch nicht in allen Regionen Spaniens und Portugals Klarheit über die Artzugehörigkeit lokaler Pelodytes-Populationen. Die nächsten Verwandten der Schlammtaucher sind Amerikanische Schaufelfußkröten sowie in Europa die hiesigen Krötenfrösche wie Knoblauchkröte oder Messerfuß.

## Merkmale
Schlammtaucher sind kleine Froschlurche mit relativ langen Hinterbeinen, flachem Kopf und hervorstehenden Augen mit senkrecht geschlitzten Pupillen. Der Iberische Schlammtaucher erreicht eine Kopf-Rumpf-Länge von maximal 41,5 Millimetern, wobei die Männchen etwas kleiner bleiben. Im Vergleich zum geringfügig größer werdenden Westlichen Schlammtaucher erscheint die Schnauze etwas breiter und weniger langgestreckt beziehungsweise im Seitenprofil abgerundeter. Die Extremitäten und Gliedmaßen sind etwas kürzer als bei diesem. Die graue, manchmal auch grünliche Grundfärbung der glatten bis granulierten Oberseite wird von olivgrünen, ovalen Flecken unterbrochen. Bei manchen Individuen formen zwei blasse, sich kreuzende Streifen ein „X“-Muster. Außerdem befinden sich erhabene „Warzen“ auf dem Rücken. Die glatthäutige Bauchseite ist weiß bis cremefarben. Der innere Fersenhöcker unter der Fußsohle ist im Gegensatz zu Pelodytes punctatus nicht rundlich, sondern konisch geformt; Schwimmhäute zwischen den Zehen sind kaum ausgebildet. Die zur Paarungszeit an den Finger- und Unterarminnenseiten sichtbaren Brunstschwielen der Männchen haben eine braune bis schwärzliche Farbe. Ferner verfügen die Männchen über paarige innere Schallblasen, mit denen sie leise, unter Wasser geäußerte Balzrufe erzeugen.

## Verbreitung
Das Verbreitungsgebiet der Art umfasst den Süden Spaniens – mit Andalusien (ohne dessen Ostteil) und dem Süden der Extremadura – sowie den Süden und wohl auch die Mitte Portugals. Vertikal reicht es fast von Meereshöhe bis etwa 1450 m NN in der Provinz Granada (nach anderen Angaben: bis 900 m in der Sierra Morena). Die genaue Arealabgrenzung, auch gegenüber dem Westlichen Schlammtaucher, bedarf jedoch weiterer Untersuchungen, insbesondere in Nordost-Andalusien und in Portugal. In Regionen wie etwa dem Tiefland von Huelva und Cádiz kommt die Art häufiger vor, in anderen Gegenden des Verbreitungsgebietes eher zerstreut bis selten.

## Lebensraum und Lebensweise
Iberische Schlammtaucher bewohnen offene bis buschige, recht trockene Landschaften, die etwa durch eingestreute, lichte Pinienwälder oder mit Fragmenten von Macchien strukturiert sind. Auch intensiver bewirtschaftete Agrarflächen sowie brackige Marschen werden nicht generell gemieden. Dabei sind die Tiere, im Gegensatz zu den meisten europäischen Amphibien, offenbar mehr oder weniger ganzjährig aktiv – mit Aktivitätsmaxima eher im Winterhalbjahr als in den trocken-heißen Sommermonaten. Sie können mitunter mehrere saisonale Laichphasen in Abhängigkeit von ergiebigeren Niederschlagsereignissen haben – was vor allem von Oktober bis April und insbesondere zwischen November und Januar der Fall ist. Zur Eiablage und Larvenentwicklung werden verkrautete Tümpel, wassergefüllte Fahrspuren, Gräben, Lagunen und andere flache, oft temporäre, besonnte Wasserstellen genutzt. Die Fortpflanzungsbiologie ähnelt der des Westlichen Schlammtauchers. Charakteristisch sind in dem Zusammenhang unter anderem ein Amplexus in der Lendengegend des Weibchens und die Abgabe von kurzen Laichschnüren, die an Halme und ähnliche Strukturen im Wasser geheftet werden.
Die Tagesaktivität der Art konzentriert sich im Allgemeinen auf die Abend- und Nachtstunden; bei der Nahrungssuche werden Insekten und andere Wirbellose erbeutet.

## Gefährdung und Schutz
Den Gesamtbestand der Art stuft die IUCN in ihrer internationalen Roten Liste trotz lokaler Abnahmetrends noch mit „LC“ (ungefährdet) ein. Zumindest in den spanischen Nationalparks Doñana und Sierra Nevada besteht auch ein Schutz der Lebensräume. Als Gefährdungsfaktoren gelten neben zivilisationsbedingten Beeinträchtigungen und Verlusten der Habitate, vor allem der Laichgewässer, auch künstliche Besatzmaßnahmen mit teils exotischen Fischarten. Diese dezimieren den Laich und insbesondere die Kaulquappen der Schlammtaucher.
Gesetzlicher Schutzstatus
- Bundesartenschutzverordnung (BArtSchV): besonders geschützt
- Berner Konvention: Anhang III